# Зорин, Иван Андреевич
Иван Андреевич Зорин (5 декабря 1910 года, с. Новое Мансуркино, Бугурусланский уезд, Самарская губерния — 1981 год, Ленинабад, Таджикская ССР) — советский хозяйственный, государственный и политический деятель, Герой Социалистического Труда.

## Биография
Родился в 1910 году в Новое Мансуркино. Член КПСС с 1937 года.
С 1931 года — на хозяйственной, общественной и политической работе. В 1931—1971 гг. — производитель работ 15-го стройучастка при совхозе «Канаш» Челно-Вершинского района Куйбышевской области, в Советской Армии, секретарь окружных курсов политсостава Туркестанского Военного Округа, первый секретарь Канибадамского райкома КП (б) Таджикистана, заместитель председателя исполкома Ленинабадского областного Совета депутатов трудящихся, начальник политотдела комбината № 6 в Ленинабаде, инструктор промышленно-транспортного отдела Ленинабадского обкома партии, секретарь партийной организации, директор Кайраккумской ГЭС «Дружба народов».
Указом Президиума Верховного Совета СССР от 26 июня 1951 года присвоено звание Героя Социалистического Труда с вручением ордена Ленина и золотой медали «Серп и Молот».
Избирался депутатом Верховного Совета Таджикской СР 2-го, 3-го, 5-го, 6-го, 7-го созывов.
Умер после 1985 года.